# Миллс, Фредерик Сесил
Фредерик Сесил Миллс (англ.  Frederick Cecil Mills ; 24 марта 1892, Санта-Роза, штат Калифорния, США — 9 февраля 1964, Принстон, штат Нью-Джерси, США) — американский экономист и статистик, эмерит профессор экономики Колумбийского университета с 1959 года, президент Американской экономической ассоциации в 1940 году, президент Американской статистической ассоциации в 1934 году.

## Биография
Фредерик родился 24 марта 1892 года в городке Санта-Роза, штат Калифорния.
Ф. Миллс получил степень бакалавра в 1914 году и степень магистра в 1916 году в Калифорнийском университете. В 1917 году получил докторскую степень в Колумбийском университете под руководством Уэсли Митчелла.
В 1917—1919 годах преподавал в Лондонской школе экономики, а с 1919 года профессор экономики и статистики в Колумбийском университете. В 1925—1953 годах был сотрудником и членом совета директоров Национального бюро экономических исследований. С 1953 года являлся профессором кафедры экономики имени Бартона Хепберна Высшей школы бизнеса Колумбийского университета, с которой ушёл в отставку в 1959 году, став эмерит профессором экономики Колумбийского университета.
В 1934 году стал президентом Американской Статистической Ассоциации, а в 1940 году президентом Американской экономической ассоциации.
Ф. Миллс умер 9 февраля 1964 года.
Семья
Ф. Миллс женился на Дороте Е. Кларк, у них родились два сына, Уильям и Роберт, и дочь Хелен К. Миллс (ум.7.08.1997).